# At His Expense
At His Expense è un cortometraggio muto del 1914 diretto da Lloyd B. Carleton.

## Produzione
Il film fu prodotto dalla Lubin Manufacturing Company.

## Distribuzione
Distribuito dalla General Film Company, il film - un cortometraggio in una bobina - uscì nelle sale cinematografiche USA l'11 aprile 1914.